# Bivacco Vigolana
Il bivacco Vigolana “alla Madonnina”, o bivacco Giacomelli, è un bivacco situato a 2030 metri di altitudine, poco sotto la cima della Vigolana, in provincia di Trento.

## Storia

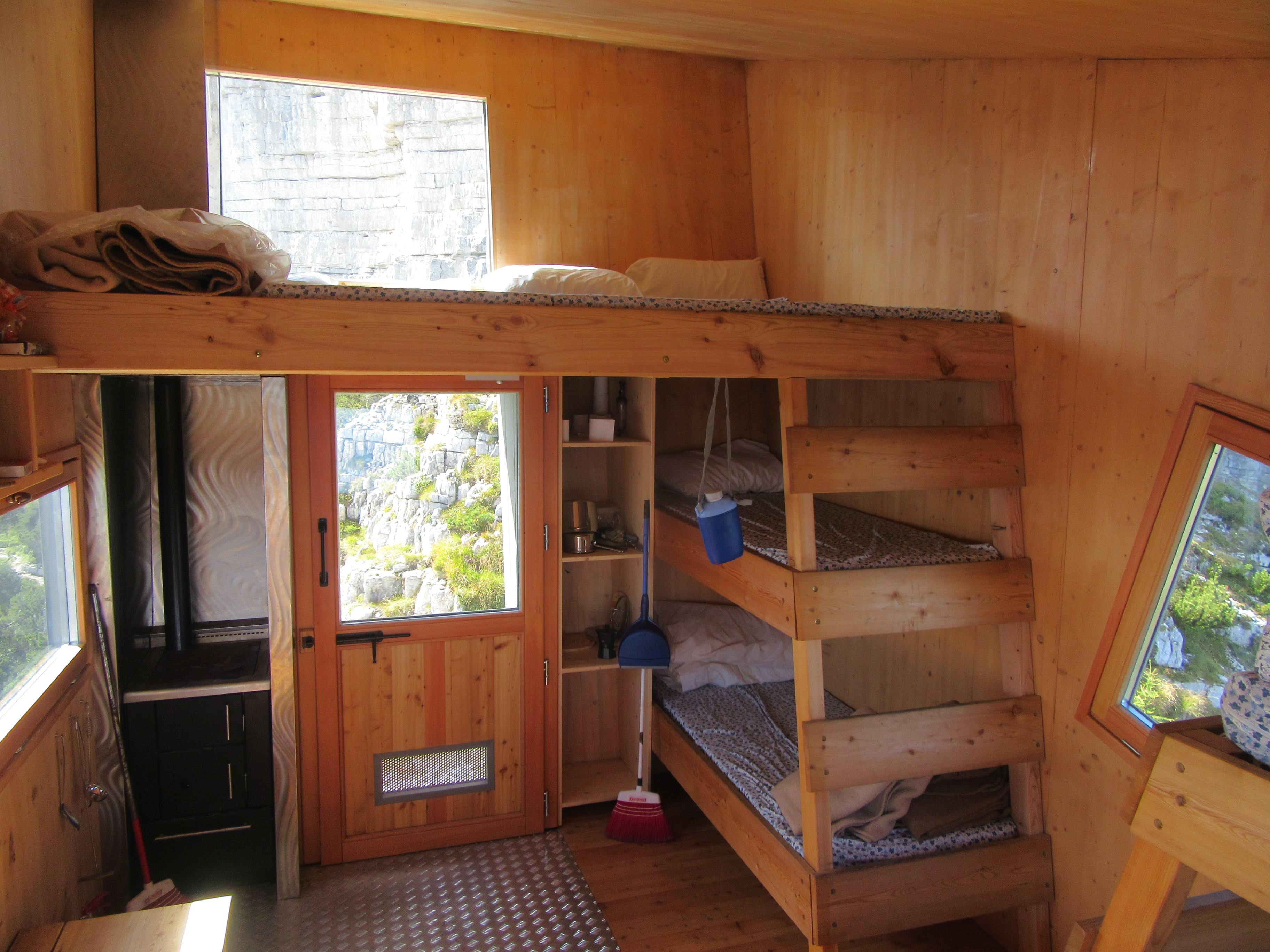
Interno

La prima struttura venne costruita nel 1966 dai volontari della SAT di Caldonazzo, su una spalla rocciosa ai piedi delle guglie della Madonnina e del Frate. Esso venne intitolato a Giambatta Giacomelli, fondatore dello stesso gruppo SAT.
Si trattava di una struttura in lamiera rossa, analoga a quelle impiegate dall’ANAS come depositi attrezzi lungo le strade, e disponeva di sei posti letto.
Nel 2016 il vecchio bivacco è stato sostituito da una nuova struttura in legno da otto posti letto, inaugurata il 4 settembre, a forma di tronco di piramide rovesciata; i materiali per la costruzione sono stati portati in quota dagli elicotteri del Nucleo elicotteri della provincia autonoma di Trento, e i lavori sono stati eseguiti da volontari della SAT.